# Stdarg.h
stdarg.h és una capçalera de la biblioteca estàndard C del llenguatge de programació C que permet que les funcions acceptin un nombre indefinit d'arguments. Proporciona facilitats per passar per una llista d'arguments de funció de nombre i tipus desconeguts. C++ proporciona aquesta funcionalitat a la capçalera cstdarg .
El contingut de stdarg.h s'utilitza normalment en funcions variàdiques, encara que es poden utilitzar en altres funcions (per exemple, vprintf ) cridades per funcions variàdiques.

## Declaració de funcions variàdiques
Les funcions variàdiques són funcions que poden prendre un nombre variable d'arguments i es declaren amb punts suspensius en lloc de l'últim paràmetre. Un exemple d'aquesta funció és printf. Una declaració típica és
```
int
 
check
(
int
 
a
,
 
double
 
b
,
 
...);

```

Les funcions variàdiques han de tenir almenys un paràmetre anomenat, per tant, per exemple,
```
char
 
*
wrong
(...);

```

no està permès en C. (En C++ i C23, aquesta declaració està permesa.) En C, una coma ha de precedir els punts suspensius si s'especifica un paràmetre amb nom; en C++, és opcional.

## tipus stdarg.h
| Nom     | Descripció                    | Compatibilitat |
| ------- | ----------------------------- | -------------- |
| va_list | escriviu per iterar arguments | C89            |

## Accés als arguments
Per accedir als arguments sense nom, cal declarar una variable de tipus va_list a la funció variadic. La macro va_start s'anomena llavors amb dos arguments: el primer és la variable declarada del tipus va_list, el segon és el nom de l'últim paràmetre de la funció. En C23 el segon argument serà opcional i no s'avaluarà. Després d'això, cada invocació de la macro va_arg produeix el següent argument. El primer argument de va_arg és va_list i el segon és el tipus del següent argument passat a la funció. Finalment, la macro va_end s'ha de cridar a la va_list abans que torni la funció. (No cal llegir tots els arguments.)

## Exemple
```
#include
 
<stdio.h>

#include
 
<stdarg.h>

/* print all args one at a time until a negative argument is seen;

 all args are assumed to be of int type */

void
 
printargs
(
int
 
arg1
,
 
...)

{

 
va_list
 
ap
;

 
int
 
i
;

 
va_start
(
ap
,
 
arg1
);
 

 
for
 
(
i
 
=
 
arg1
;
 
i
 
>=
 
0
;
 
i
 
=
 
va_arg
(
ap
,
 
int
))

 
printf
(
"%d "
,
 
i
);

 
va_end
(
ap
);

 
putchar
(
'\n'
);

}

int
 
main
(
void
)

{

 
printargs
(
5
,
 
2
,
 
14
,
 
84
,
 
97
,
 
15
,
 
-1
,
 
48
,
 
-1
);

 
printargs
(
84
,
 
51
,
 
-1
,
 
3
);

 
printargs
(
-1
);

 
printargs
(
1
,
 
-1
);

 
return
 
0
;

}

```

Aquest programa dona la sortida:
```
5 2 14 84 97 15
84 51

1

```